# 公子首
公子首（?—?），春秋时期曹国的公子。前589年六月癸酉，齐晋鞍之战爆发，晋国郤克、卫国孙良夫、曹国公子首、鲁国季孙行父、臧孙许、叔孙侨如、公孙婴齐率军与齐国齐顷公军队交战。在鞍地（今山东省济南市历城区）大败齐军。